# 早良市民センター
早良市民センター（さわらしみんセンター）は、福岡市早良区百道二丁目にある多目的ホール等からなる福岡市の複合施設である。

## 概要
早良市民センターは、早良区のコミュニティセンターとして、多目的ホール、視聴覚室、音楽室、実習室、会議室などの施設を有しており、各種の講座・講演会等の開催、指導者の養成研修などが行われている。また、早良区の図書館も併設されている。

## 沿革
- 1982年（昭和57年）2月14日 - 福岡市立西市民センターとして開館。
- 1988年（昭和63年）1月1日 - 福岡市立早良市民センターに改称。

## 施設

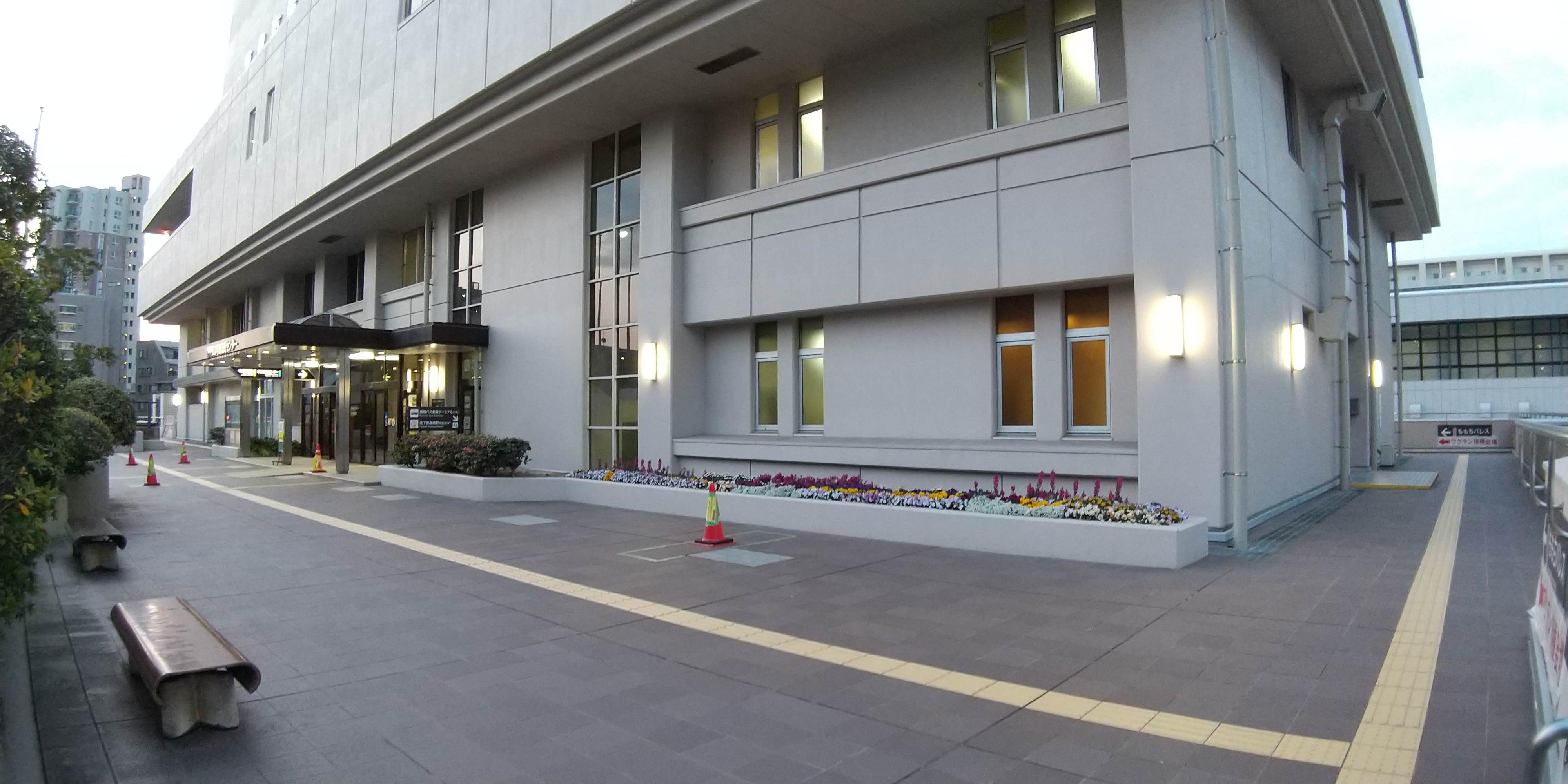
早良市民センター（2階、人工地盤より）

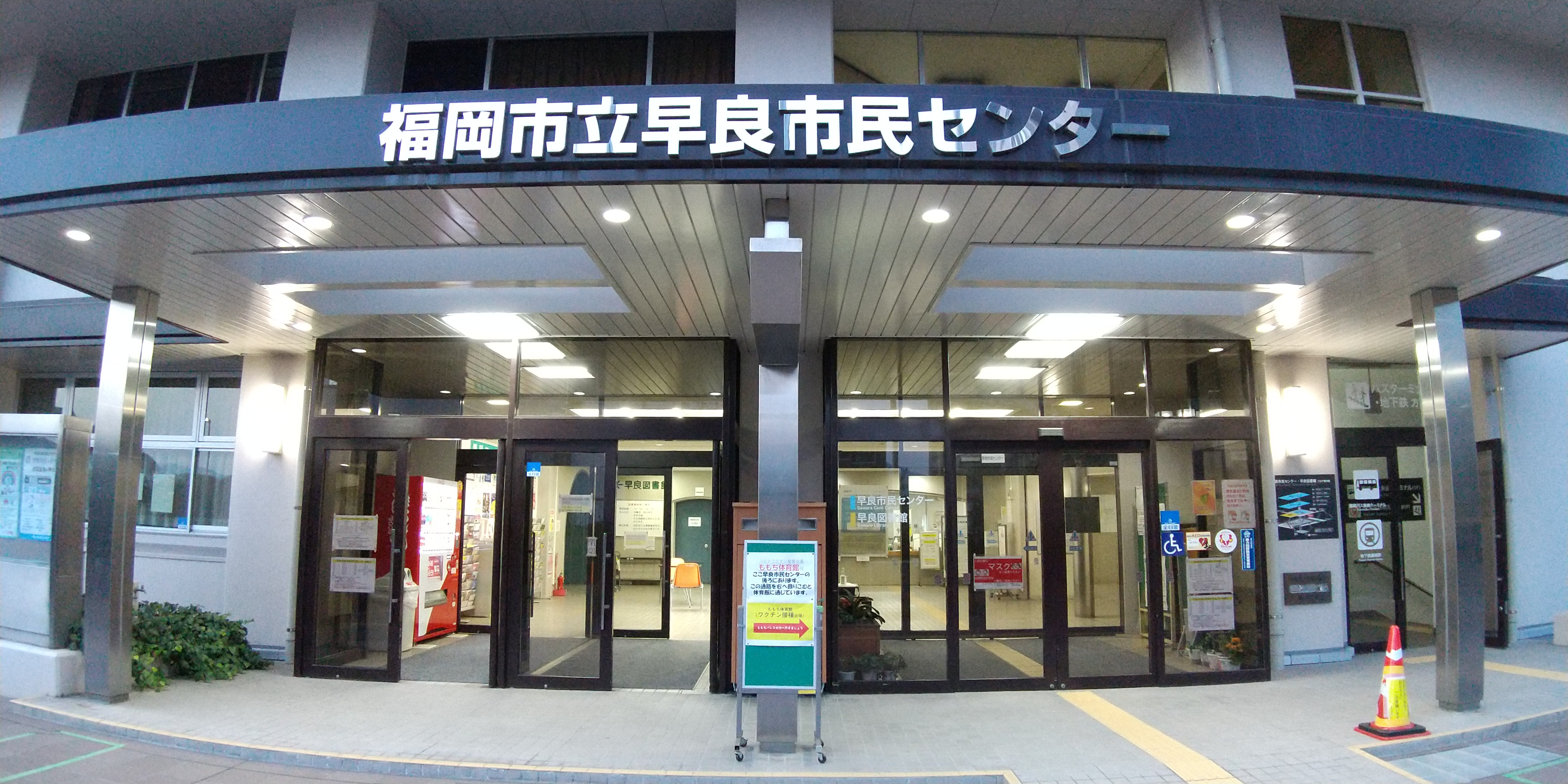
早良市民センター（2階玄関、右端は1階藤崎バス乗継ターミナルへつながる階段の入り口）

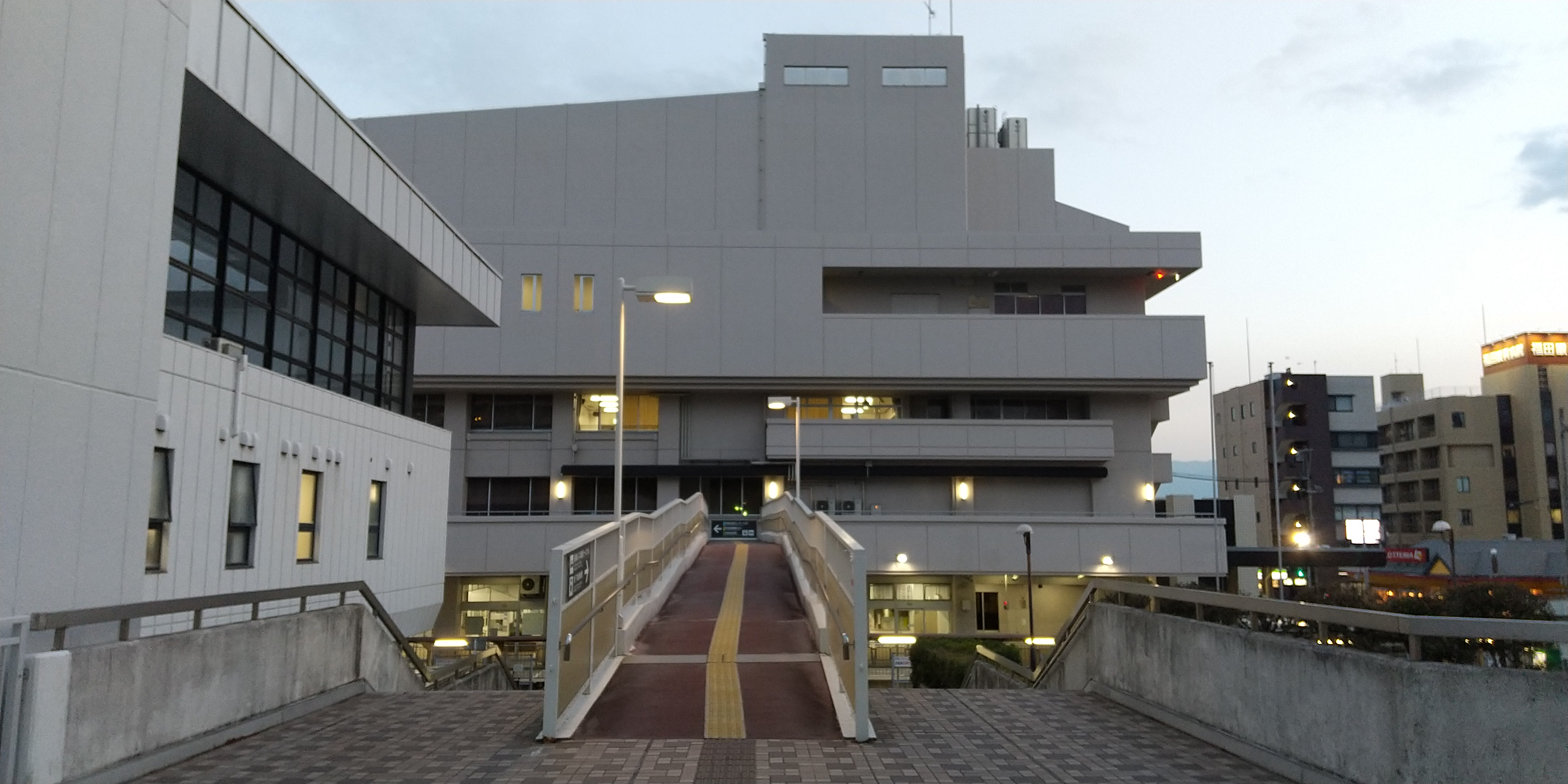
早良区市民センター（北側にある福岡県立ももち文化センターの人工地盤より）

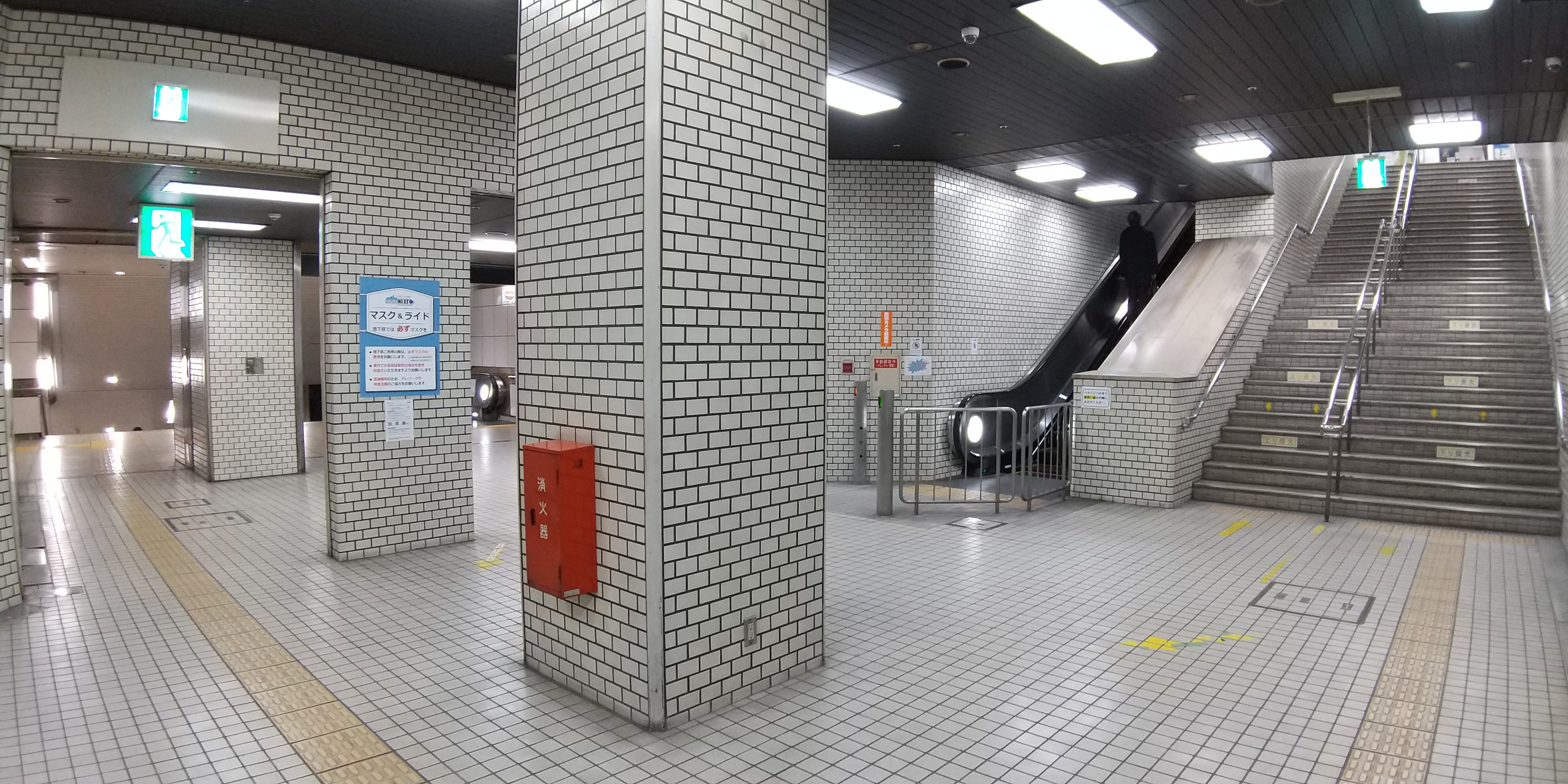
早良市民センター地下1階（福岡市地下鉄藤崎駅への連絡通路）

早良市民センターの施設を次の表で各階別に示す。また、同施設の建築物は市民センターと併設してほかの施設も含む複合建築物であるため、参考のため表中に示す。
| 階      | 施設内容               | 面積  | 定員  | 備考 |
| ------- | ---------------------- | ----- | ----- | --- |
| 4階     | 多目的ホール           | 667m2 | 500人 | 定員は固定席の場合（身障者席：2席）、ステージは間口：12m、奥行：10m、高さ：6m、楽屋は2室（10名程度収容） |
| 4階     | 託児室                 |       | 20人  | |
| 3階     | 視聴覚室               | 130m2 | 88人  | |
| 3階     | 音楽室                 | 65m2  | 45人  | |
| 3階     | 実習室                 | 67m2  | 36人  | |
| 3階     | 第1会議室              | 135m2 | 88人  | パーティションを開けて、第2会議室と合わせて利用可                                                        |
| 3階     | 第2会議室              | 77m2  | 36人  | |
| 3階     | 第3会議室              | 48m2  | 20人  | |
| 3階     | 第1和室                | 10畳  | 15人  | 7.5畳＋板の間2.5畳、ふすまを開けて、第2和室と合わせて利用可                                              |
| 3階     | 第2和室                | 10畳  | 15人  | |
| 2階     | 玄関ロビー・受付       |       |       | AED設置                                                                                                  |
| 2階     | 授乳室                 |       |       | |
| 2階     | 福岡市早良図書館       |       |       | 併設施設                                                                                                 |
| 1階     | 藤崎バス乗継ターミナル |       |       | 併設施設、西日本鉄道株式会社が乗り入れるバスターミナル                                                   |
| 地下1階 | 福岡市地下鉄           |       |       | 併設施設、地下鉄藤崎駅への連絡通路                                                                       |

## 利用案内
- 利用時間 : 多目的ホール　9：00～22：00、会議室・視聴覚室等　9：00～21：00
- 休館日 : 毎月最終月曜日（その日が休日に当たるときは、その後の最初の平日）、年末年始（12月28日～1月3日）

## 交通アクセス
- 電車：福岡市地下鉄「藤崎駅」（2番出口から早良市民センターに接続）
- バス：西鉄バス「藤崎バス乗継ターミナル」（直上階が早良市民センター）